# Nederlands zaalvoetbalteam (vrouwen)
Het Nederlands zaalvoetbalteam voor vrouwen is een team van zaalvoetbalsters dat Nederland vertegenwoordigt in internationale wedstrijden.
Ze konden zich nog nooit kwalificeren voor de eindronde van een kampioenschap.

## Nederland op het Europees Kampioenschap
| Jaar   | Ronde               | Wed.                | W                   | G                   | V                   | D+                  | D+                  |
| ------ | ------------------- | ------------------- | ------------------- | ------------------- | ------------------- | ------------------- | ------------------- |
| 2019   | Niet gekwalificeerd | Niet gekwalificeerd | Niet gekwalificeerd | Niet gekwalificeerd | Niet gekwalificeerd | Niet gekwalificeerd | Niet gekwalificeerd |
| 2022   | Niet gekwalificeerd | Niet gekwalificeerd | Niet gekwalificeerd | Niet gekwalificeerd | Niet gekwalificeerd | Niet gekwalificeerd | Niet gekwalificeerd |
| 2023   | Kwalificatie gaande | Kwalificatie gaande | Kwalificatie gaande | Kwalificatie gaande | Kwalificatie gaande | Kwalificatie gaande | Kwalificatie gaande |
| Totaal | 0/2                 | 0                   | 0                   | 0                   | 0                   | 0                   | 0                   |

## Interlands
De interlands in de onderstaande tabellen zijn wedstrijden van vriendschappelijke ontmoetingen of toernooien tot ± 12 maanden geleden. Ook de toekomstige interlands zijn hier te vinden.
| Datum      | Competitie        | Tegenstander          | Locatie                                   | Uitslag |
| ---------- | ----------------- | --------------------- | ----------------------------------------- | ------- |
| 16-08-2021 | EK-kwalificatie   | Bosnië en Herzegovina | Futsal Arena FMF Ciorescu, Chisinau       | 7 – 3   |
| 17-08-2021 | EK-kwalificatie   | Armenië               | Futsal Arena FMF Ciorescu, Chisinau       | 0 – 6   |
| 19-08-2021 | EK-kwalificatie   | Moldavië              | Futsal Arena FMF Ciorescu, Chisinau       | 0 – 8   |
| 21-09-2021 | Vriendschappelijk | Portugal              | Pavilhão Gimnodesportivo, Mealhada        | 6 – 0   |
| 22-09-2021 | Vriendschappelijk | Portugal              | Pavilhão Gimnodesportivo, Mealhada        | 6 – 0   |
| 10-10-2021 | Vriendschappelijk | België                | KNVB Campus, Zeist                        | 1 – 2   |
| 20-10-2021 | EK-kwalificatie   | Rusland               | Sport Palace Uruchie, Minsk               | 2 – 1   |
| 21-10-2021 | EK-kwalificatie   | Wit-Rusland           | Sport Palace Uruchie, Minsk               | 1 – 6   |
| 23-10-2021 | EK-kwalificatie   | Hongarije             | Sport Palace Uruchie, Minsk               | 1 – 3   |
| 01-05-2022 | Vriendschappelijk | België                | KNVB Campus, Zeist                        | 5 – 2   |
| 11-05-2022 | EK-kwalificatie   | Letland               | 'Vlade Divac' Sports Hall, Vrnjacka Banja | 6 – 0   |
| 12-05-2022 | EK-kwalificatie   | Noord-Ierland         | 'Vlade Divac' Sports Hall, Vrnjacka Banja | 0 – 2   |
| 14-05-2022 | EK-kwalificatie   | Servië                | 'Vlade Divac' Sports Hall, Vrnjacka Banja | 2 – 5   |